# Pygocryptus brevicornis
Pygocryptus brevicornis là một loài tò vò trong họ Ichneumonidae.